# تيريزا بولك
تيريزا بولك (بالإنجليزية: Theresa Pollack)‏ هي فنانة أمريكية، ولدت في 13 أغسطس 1899، وتوفيت في 18 سبتمبر 2002.